# Azoemia
La azotemia, menos frecuentemente llamada azoemia es una condición clínica caracterizada por los niveles anormalmente altos de compuestos nitrogenados en la sangre, tales como la urea, creatinina, desperdicios del metabolismo celular, y varios otros compuestos ricos en nitrógeno. Está principalmente relacionada con problemas renales, lo cual impide la correcta filtración y depuración de la sangre.

## Características
La azoemia tiene tres clasificaciones (según su origen), compartiendo algunas características generales. Todas las formas de azoemia son caracterizadas por una disminución en la fracción de filtración glomerular por parte de los riñones y un incremento de las concentraciones del nitrógeno ureico en sangre (BUN) y creatinina. La relación BUN:Cr resulta muy útil a la hora de determinar el origen de la azoemia. Una relación BUN:Cr es normal cuando es menor a 15.

### Azoemia prerrenal
La azoemia prerrenal es causada por una disminución del volumen expulsivo cardiaco, resultando en una hipoperfusión sanguínea hacia los riñones. Esto puede ocurrir en situaciones de hemorragia, shock circulatorio, depleción de volumen y falla cardiaca congestiva (en pacientes con insuficiencia cardiaca descompensada), entre otras cosas. Cabe destacar que en estos casos, los riñones están indemnes.
La relación BUN:Creatinina en la azoemia prerrenal es superior a 20 o 25. La razón para esto yace en los mecanismos de filtración de ambos compuestos. Los niveles de filtración glomerular disminuyen por la hipoperfusión, conduciendo a un mayor incremento en el BUN que en la creatinina. Como el riñón está funcionando correctamente, la respuesta al disminuir la filtración glomerular es el incremento en la reabsorción. El aumento en la reabsorción de sodio produce también un aumento en la reabsorción de agua y urea a nivel del túbulo proximal. En contraste, la creatinina es secretada en el mismo nivel de los túbulos, teniendo una fracción excretada mayor.
Este mecanismo de autorregulación renal, lleva a que BUN:Cr sea mayor a 20 además de una fracción de sodio excretado menor a 1%, junto a una elevada osmolaridad urinaria (debido principalmente a la reabsorción de agua).

### Azoemia renal
La azoemia renal (por fallo renal agudo) típicamente lleva a uremia. Es una alteración intrínseca del riñón, generalmente como resultado de daño renal parenquimatoso. Entre las causas se incluye fallo renal, glomerulonefritis, necrosis tubular aguda, y cualquier otro tipo de enfermedad renal.
La relación BUN: Cr en la azoemia renal es inferior a 10. En los casos de enfermedad renal, la tasa de filtración glomerular disminuye. Así que nada se filtra tan bien como lo haría normalmente. Sin embargo, además de no ser normalmente filtrada, la urea que logró filtrarse no es reabsorbida por el túbulo proximal, como debería serlo. Esto se traduce en menores niveles de urea en sangre y mayores niveles de urea en la orina. La filtración de la creatinina disminuye, lo que lleva a una mayor cantidad de creatinina en la sangre.

### Azoemia posrenal
El bloqueo del flujo urinario en un área distal a los riñones, puede resultar en una azoemia posrenal. Puede ser causada por anormalidades congénitas como reflujo vesicoureteral, bloqueo de los uréteres por cálculos renales, embarazo, compresión de los uréteres por cáncer, hiperplasia benigna de próstata o bloqueo de la uretra. Al igual que en la azoemia prerrenal, no hay ninguna enfermedad renal asociada. El aumento de la resistencia al flujo urinario puede causar reflujo hacia los riñones, desembocando en hidronefrosis.
La relación BUN:Cr en la azoemia posrenal es normal en el rango de 10-1. La presión tubular aumentada en la nefrona puede causar un aumento de la reabsorción de urea (y por tanto un aumento del BUN), elevando la relación BUN:Cr.

## Signos y síntomas (Azoemia prerrenal)
Véase también Síndrome urémico
- Oliguria o anuria
- Fatiga
- Disminución del estado de vigilia
- Confusión
- Palidez
- Taquicardia
- Sequedad bucal (xerostomía)
- Sed (edema, anasarca)
- Ortostatismo
- Escarcha urémica, condición en que la urea y sus derivados son secretados a través de la piel por medio del sudor, el cual se evapora y deja las porciones sólidas de la urea dando lugar a una especie de escarcha.

El análisis de orina generalmente muestra una disminución del nivel del sodio urinario, un alto nivel de creatinina y urea en suero, y una orina concentrada (determinada por la osmolalidad y el peso específico). Estos valores no tienen especial relevancia diagnóstica.
En la azoemia pre-renal y posrenal, la elevación de la concentración de BUN excede la de creatinina (por ejemplo, BUN:CR > 12). Esto se debe a que el BUN se reabsorbe fácilmente, mientras que la creatinina no. En la insuficiencia cardíaca congestiva (a causa de la azoemia pre-renal) o cualquier otra condición que cause la mala perfusión de los riñones, el lento flujo de filtrado glomerular desencadena la absorción excesiva de BUN y la elevación de su valor en la sangre. La creatinina, sin embargo, no es absorbible y por lo tanto no se incrementa de manera significativa. La estasis de la orina en la azoemia posrenal tiene el mismo efecto.
El tratamiento oportuno de algunas de las causas de uremia puede dar lugar a la restauración de la función renal. El retraso en el tratamiento puede resultar en pérdida permanente de la función renal. El tratamiento puede incluir hemodiálisis o diálisis peritoneal, medicamentos para aumentar el gasto cardíaco y la presión arterial y el tratamiento de la enfermedad que causó la azoemia.